# وينديل إريكسون
وينديل إريكسون (بالإنجليزية: Wendell Erickson)‏ هو سياسي أمريكي، ولد في 17 يونيو 1925 في مقاطعة إستاني في الولايات المتحدة، وتوفي في 8 أغسطس 2018 في سو فولز في الولايات المتحدة. حزبياً، نشط في الحزب الجمهوري لمينيسوتا ‏ والحزب الجمهوري. وقد انتخب عضو مجلس نواب مينيسوتا.